# Supervivientes del Holocausto y Alumnos de Ale Yarok
El partido de los Supervivientes del Holocausto y Alumnos de Ale Yarok (en hebreo: ניצולי השואה עם בוגרי עלה ירוק‎) fue un partido político de Israel, formado como una alianza entre una escisión del partido Ale Yarok (un partido político liberal conocido por su ideología de legalizar el cannabis) y miembros del partido Nuevo Sionismo, cuyo líder era un superviviente del Holocausto y un activista de esta causa.  El partido se postuló en las elecciones parlamentarias de 2009.

## Historia
El presidente del partido y la primera persona en la lista fue Ohad Shem-Tov, expresidente del partido Ale Yarok. En el segundo lugar estaba Yaakov Peri, superviviente del Holocausto y activista, que había fundado el partido Nuevo Sionismo en 2006 (aunque no ganó ningún escaño en el gobierno en las elecciones generales de ese año). La alianza entre los dos se produjo como resultado de desacuerdos dentro del partido Ale Yarok y un acuerdo entre Shem-Tov y Peri.
La inusual alianza entre estos partidos, uno centrado en cuestiones del Holocausto y el otro en la legalización de las drogas recreativas, provocó cierta controversia pública en Israel; los críticos dijeron que esta pareja era inapropiada porque no respetaba la causa del Holocausto.
La plataforma del partido incluía mejorar el trato del gobierno a los derechos de los sobrevivientes del Holocausto, un mejor sistema de atención médica, protección ambiental, reformas en la educación obligatoria, experimentación con animales y otros temas relacionados con la economía social.
Obtuvo 2.346 votos (0,07%), muy por debajo del umbral electoral del 2%.

## Resultados electorales
| Elección | Líder         | Votos | %    | Escaños | +/–         | Estado             |
| -------- | ------------- | ----- | ---- | ------- | ----------- | ------------------ |
| 2009     | Ohad Shem Tov | 2,346 | 0,07 | 0/120   | Sin cambios | Extraparlamentario |